# CinEuphoria Awards
Los Premios CinEuphoria o CinEuphoria Awards, son un festival de cine anual organizado por CinEuphoria, que tuvo lugar por primera vez en enero de 2010 y, desde entonces, se celebra cada año el 13 de enero, cuando se anuncian todos los ganadores. En este evento de cine online con un jurado compuesto por un grupo de espectadores, el objetivo principal es celebrar el cine en su conjunto, reseñando todas las películas independientemente de su origen, duración o director.

## Premios
- Anualmente, el 13 de enero, se entregarán los Premios CinEuphoria a la producción cinematográfica estrenada el año anterior en Portugal.[2]
- Los estrenos podrán haber sido realizados comercialmente en sala de cine, festivales o muestras de cine, televisión (incluidos telefilmes y documentales) o internet (refiriéndose principalmente a cortometrajes).[2]
- Se considerarán todos los géneros cinematográficos, desde la ficción hasta el documental y la animación, largometraje, medio o cortometraje.[2]
- Se considerarán todos los largometrajes estrenados entre el 1 de enero y el 31 de diciembre de cada año. En el caso de los cortometrajes, y debido a que en determinadas situaciones son más difíciles de ver, se considerarán todas las películas de los dos últimos años (portugueses o internacionales), teniendo en cuenta para ello el año de producción  [2]
- Los nominados en las distintas categorías, que se anunciarán a principios de enero, resultan de los resultados de una base de datos creada durante el año por el coordinador de CinEuphoria y los distintos colaboradores cinéfilos que colaboran con ella.[2]
- Cada categoría tendrá un mínimo de 5 (cinco) y un máximo de 10 (diez) nominados. Las categorías en las que no se cumpla el número mínimo de cinco nominados no serán consideradas en el año en cuestión. Se hace una excepción si durante la primera fase de votación para elegir a los nominados hay un nominado que tiene la puntuación máxima, excluyendo así la necesidad de un número mínimo de nominados en la categoría. En ocasiones, este número podrá superar los diez candidatos si en la primera fase de votación para seleccionar a los candidatos se produce un empate en la décima posición.[2]
- Los ganadores de CinEuphoria son el resultado de las elecciones discutidas entre el coordinador y un grupo de cinéfilos colaboradores y contribuyentes de información y material a CinEuphoria durante el año considerado mediante una puntuación asignada individualmente a cada uno de los nominados.[2]
- Existe la posibilidad de que haya más de un ganador en cada categoría en caso de empate en el puntaje . En esta fase final no existe una segunda vuelta de votación, por lo que se considera que el empate resultante anuncia a los respectivos ganadores.[2]
- Todos los ganadores nominados recibirán un diploma/certificado impreso que los identifique, así como la película en la que participaron y por supuesto CinEuphoria. En caso de haber  más de un ganador, el resto también será identificado en el mismo diploma, entregándose uno a cada ganador, luego de que se anuncien los ganadores el 13 de enero.[2]

## Categorías
CinEuphoria tiene tres concursos principales.
- Internacional; para películas de todo el mundo.
  - Película
  - Documental
  - Película animada
  - Cortometraje
  - Realización
  - Cortometraje Dirigido
  - Actor
  - Actriz
  - Actor en Cortometraje
  - Actriz en Cortometraje
  - Actor secundario
  - Actriz secundaria
  - Elenco
  - Par
  - Personaje de animación
  - Argumento
  - Asamblea
  - Fotografía
  - musica original
  - Canción/Tema: original o adaptado
  - Sonido y efectos de sonido
  - Dirección Artística
  - Guarda ropa
  - Descripción
  - Efectos especiales visuales
  - Segmento/Secuencia
  - Póster
  - Remolque
  - Top del año (atribuido al director)
  - Mejores Cortometrajes (atribuidos al director)

- Nacional; para películas de producción o coproducción portuguesa.
  - Película
  - Documental
  - Película animada
  - Cortometraje
  - Realización
  - Cortometraje Dirigido
  - Actor
  - Actriz
  - Actor en Cortometraje
  - Actriz en Cortometraje
  - Actor secundario
  - Actriz secundaria
  - Elenco
  - Argumento
  - Asamblea
  - Fotografía
  - musica original
  - Dirección Artística
  - Guarda ropa
  - Descripción
  - Efectos visuales o de sonido especiales
  - Póster
  - Remolque
  - Top del año (atribuido al director)
  - Mejores Cortometrajes (atribuidos al director)

- Iberian; para películas producidas en Andorra, Portugal y España
  - Película
  - Realización
  - Actor
  - Actriz
  - Actor secundario
  - Actriz secundaria
  - Argumento

- Y una sección de premios honoríficos donde los premios pueden entregarse a películas o personas que destacaron el año anterior por lo que son especiales o relevantes para la sociedad.
  - Premio a la libertad de expresión
  - Carrera
  - Mérito
  - Alguien a quien mirar